# Claude Gueux
Cet article concerne le roman de Victor Hugo. Pour le criminel français Claude Gueux, voir Claude Gueux (criminel).
Pour les articles homonymes, voir Gueux.
Claude Gueux est un court roman de Victor Hugo paru en 1834 et dénonçant les conditions de détention au XIXe siècle, ainsi que la disproportion des délits et des peines à cette même époque. Dans un autre de ses romans, Le Dernier Jour d'un condamné, il dénonce aussi la peine de mort. L'histoire est en partie fondée sur des faits de sa connaissance, Claude Gueux étant un personnage ayant réellement existé.

## Le roman

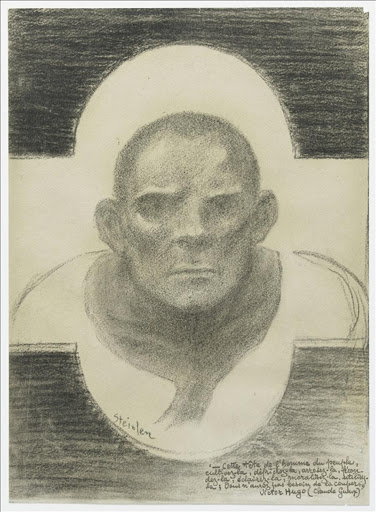
Théophile Alexandre Steinlen, Claude Gueux, dessin à la mine de plomb, 1902.

### Genèse
Victor Hugo achève la dernière préface du Dernier Jour d'un condamné en 1832. Quand il lit dans la Gazette des tribunaux du 19 mars 1832 le compte rendu du procès d'un certain Claude Gueux condamné à mort pour meurtre, il y découvre comme un écho de son plaidoyer contre la peine de mort et décide alors d'en faire un roman. Il retranscrit donc la vie de Claude Gueux dès son entrée dans la prison jusqu'à son exécution en passant par les motifs de son crime et son procès. Suit une longue réflexion de Victor Hugo sur les rôles et les devoirs de la société face au criminel.
« Mais pourquoi cet homme a-t-il volé ? Pourquoi cet homme a-t-il tué ? » sont les questions que Claude Gueux pose au tribunal. Victor Hugo répond : 

« Le peuple a faim, le peuple a froid. La misère le pousse au crime ou au vice, selon le sexe. »

Selon Victor Hugo, le peuple est malade mais la société n'utilise pas les bons remèdes et il conclut : 

« Cette tête de l’homme du peuple, cultivez-la, défrichez-la, arrosez-la, fécondez-la, éclairez-la, moralisez-la, utilisez-la ; vous n’aurez pas besoin de la couper. »

Le texte paraît d'abord le 6 juillet 1834 dans La Revue de Paris puis quelques semaines plus tard chez l'éditeur Évréat, sous la forme d'une plaquette de 23 pages. Une autre édition paraît en 1835 à Bruxelles, chez E. Laurent, couplée avec Le Dernier jour d’un condamné.

### Présentation
Éveil des consciences sur la peine de mort et le rôle de l’État dans l’éducation du peuple : pour l’auteur il faut agir en amont du problème, soit investir dans le peuple par l’éducation et la religion ; une fois le délit ou le crime commis, la justice se doit de proportionner la peine au crime et de sanctionner avec discernement, en prenant compte du contexte social où a grandi et où vivait l'auteur du crime.
Une note est introduite au début du roman, il s’agit d’une lettre de Charles Carlier, négociant, écrite de Dunkerque, le 30 juillet 1834. Il a lu le court roman publié dans La Revue de Paris et écrit à son directeur pour le prier d'imprimer à ses frais « autant d'exemplaires qu'il y a de députés en France et de les leur adresser individuellement et bien exactement ».
La structure schématique de la nouvelle repose sur trois parties distinctes.
Avant la prison (p. 11), cette première partie introduit le personnage de Claude Gueux, profil d’un homme puni, qui a voulu garder sa dignité de père face à son enfant. Ce qui en résulte, cinq années à la maison centrale de Clairvaux ; comme énoncé précédemment, le cadre choisi pour la nouvelle correspond à celui de l’authentique histoire de Claude Gueux. Le rythme saccadé des phrases et la brutalité des mots participent au cheminement du lecteur sur la voie de la réflexion. Cette première partie recherche l’attention de son auditoire, elle est la promesse de la continuité de l’écoute et suscite donc sa curiosité. L’auteur établit un lien fort entre le personnage principal et le lecteur, celui-ci s’investit moralement et semble participer à l’histoire, il est néanmoins limité à son siège de spectateur, sans aucune interaction possible.
De l’incarcération à l’échafaud (p. 12–43), cette seconde partie se détache des deux autres, la narration tient une place plus importante. En effet, les idées que l’auteur développe sur la peine de mort, dans la troisième partie, prennent appui sur le récit précédent qui devient alors une illustration des propos avancés. Dans cette seconde partie, Claude se lie d’amitié avec un autre détenu, Albin, qui partage sa maigre ration de nourriture avec lui. Le directeur des ateliers, surnommé M-D, n’apprécie pas le condamné Claude, celui-ci étant grand d’esprit, se fait chef des prisonniers. Aussi, M-D décide-t-il de changer Albin de quartier de prisonnier. Claude supplie M-D de lui rendre son camarade, mais le directeur n’agit pas. Désespéré, il décide de l’assassiner et tente de se suicider. Il survit, l’autre meurt, la maison centrale de Clairvaux devait se débarrasser de l’un des deux. Claude est jugé et condamné à la peine capitale.
L’État, l’instruction publique et la peine de mort (p. 44–50), cette troisième et dernière partie clôt l’histoire sur la volonté de l’auteur de nous faire réfléchir sur la vraie culpabilité de Claude, l’État ne serait-il pas également responsable et de quelle façon ? Véritable plaidoirie que nous propose Victor Hugo, toujours plus investi dans la détresse des opprimés.

### Résumé
L'histoire se déroule à Paris au début du XIXe siècle. Un « honnête ouvrier » nommé Claude Gueux y vit avec sa maîtresse et leur enfant. Un hiver, le feu et le pain manquant, l’homme vole : « il [en] résulta trois jours de pain et de feu pour la femme et pour l’enfant, et cinq ans de prison pour l’homme » à la maison centrale de Clairvaux, la nuit au cachot, le jour à l’atelier. Claude fait, peu de temps après le début de son incarcération, la connaissance du directeur. Celui-ci est un homme autoritaire et voue à Claude une hostilité due à la popularité de ce dernier auprès des autres détenus. Claude rencontre également un autre prisonnier, Albin, et une amitié se développe entre eux. La ration attribuée aux détenus étant insuffisante pour Claude, Albin prend l'habitude de partager la sienne.
Un jour, le directeur décide de changer Albin de quartier. Claude supporte difficilement la séparation et tente en vain de persuader le directeur de lui rendre Albin. Celui-ci ne cède pas et punit Claude pour insolence. Claude réussit à se procurer une hache auprès de ses amis et il prend les ciseaux qui sont le seul souvenir de sa maîtresse. Lorsqu'il rencontre le directeur, il le met en garde puis le tue de cinq coups de hache (les trois premiers coups sont portés au crâne, le quatrième au niveau facial et le dernier à la cuisse droite) avant de tenter de se suicider avec les ciseaux. Il survit, est condamné à la peine de mort et exécuté.

### Protagonistes
- Claude Gueux : En filigrane de ce personnage de la nouvelle de Victor Hugo demeure la véritable histoire d’un homme condamné, lui aussi, à la peine de mort pour meurtre.

Il est une figure d’homme instable, revêtant différents masques qui permettent au lecteur de le considérer à la fois comme un être émouvant et un meurtrier. La plume de l’auteur emprunte dans cette nouvelle un itinéraire singulier, la barbarie et la cruauté du personnage principal ne semblent pas surprendre le lecteur.
Ce personnage joue donc deux rôles dans cette nouvelle, hormis celui de principal, il est un outil que l’auteur utilisera pour asseoir ses propos et orienter le peuple vers plus de clémence.
Il apparaît même comme noble en obéissant à sa dignité et au respect de sa personne. Le lecteur peut associer Claude Gueux au peuple qui souffre et par opposition à celui-ci le directeur des ateliers ou M. Delacelle, personnage désagréable, à l’État ; aussi le lecteur prend-il parti au message final de Victor Hugo.
- Albin : Par analogie, ce prénom peut faire penser à l’aube, or à l’origine l’aube vient du mot albe qui désigne une chose qui a la pureté et la blancheur du blanc. L’aube indique un état de fraîcheur, d’innocence et de jeunesse ; Albin est un personnage naïf et candide. En effet, il n'a que 20 ans, il est maigre et pâle, malgré sa timidité c'est lui qui se dirige dans un premier temps vers Claude, épuisé par la faim, lui proposant son pain.

Les deux personnages étaient heureux ensemble, M.D n'avait aucune raison de les séparer. Le but est seulement de se venger de Claude Gueux, qui exerçait une autorité et une admiration inconsciente sur les détenus, et, grâce à Claude, il n'y avait pas de soulèvements dans cette prison. M.D était jaloux et haineux.
Le prénom attribué au protagoniste correspond donc à ses attributs moraux. L’auteur propose deux personnages opposés, Albin est comparé à un enfant ; Claude à un vieillard. Le personnage de Claude se lie d’amitié avec le timide Albin et une relation de paternité s’installe entre les deux détenus…

## Claude Gueux: le personnage réel
Pour appuyer son argumentation, Victor Hugo, tout en reprenant les grands traits du personnage, en a gommé les aspects qui pouvaient plaider contre lui. Grâce aux archives de la prison, on peut dessiner un autre portrait de Claude Gueux.
Claude Gueux est le fils d'un voleur, lui-même mort en prison. Il est d'abord condamné à 5 ans de prison pour « vol domestique ». Durant cette période d'incarcération à la Maison centrale de Clairvaux, il commet une tentative d'assassinat contre le gardien-chef, acte pour lequel il est condamné à une peine de prison à Troyes. Condamné à nouveau à 5 ans de prison pour vol avec circonstances aggravantes, il purge sa peine de nouveau à la prison de Clairvaux et c'est là qu'il finit par tuer le gardien-chef. D'après le directeur de la prison, l'aura de Claude Gueux sur les autres prisonniers est bien réelle, l'argument de Claude Gueux sur la privation de double ration est avéré. Quant au rôle joué par son ami Albin, il fut, d'après le directeur de la prison, déterminant.
Il semble que les deux hommes entretenaient en réalité des rapports amoureux et sexuels, qui sont gommés par l'auteur dans le roman afin d'idéaliser le parcours de Claude Gueux et de rendre les personnages plus exemplaires.

## Claude Gueux : nouvelle figure du Christ

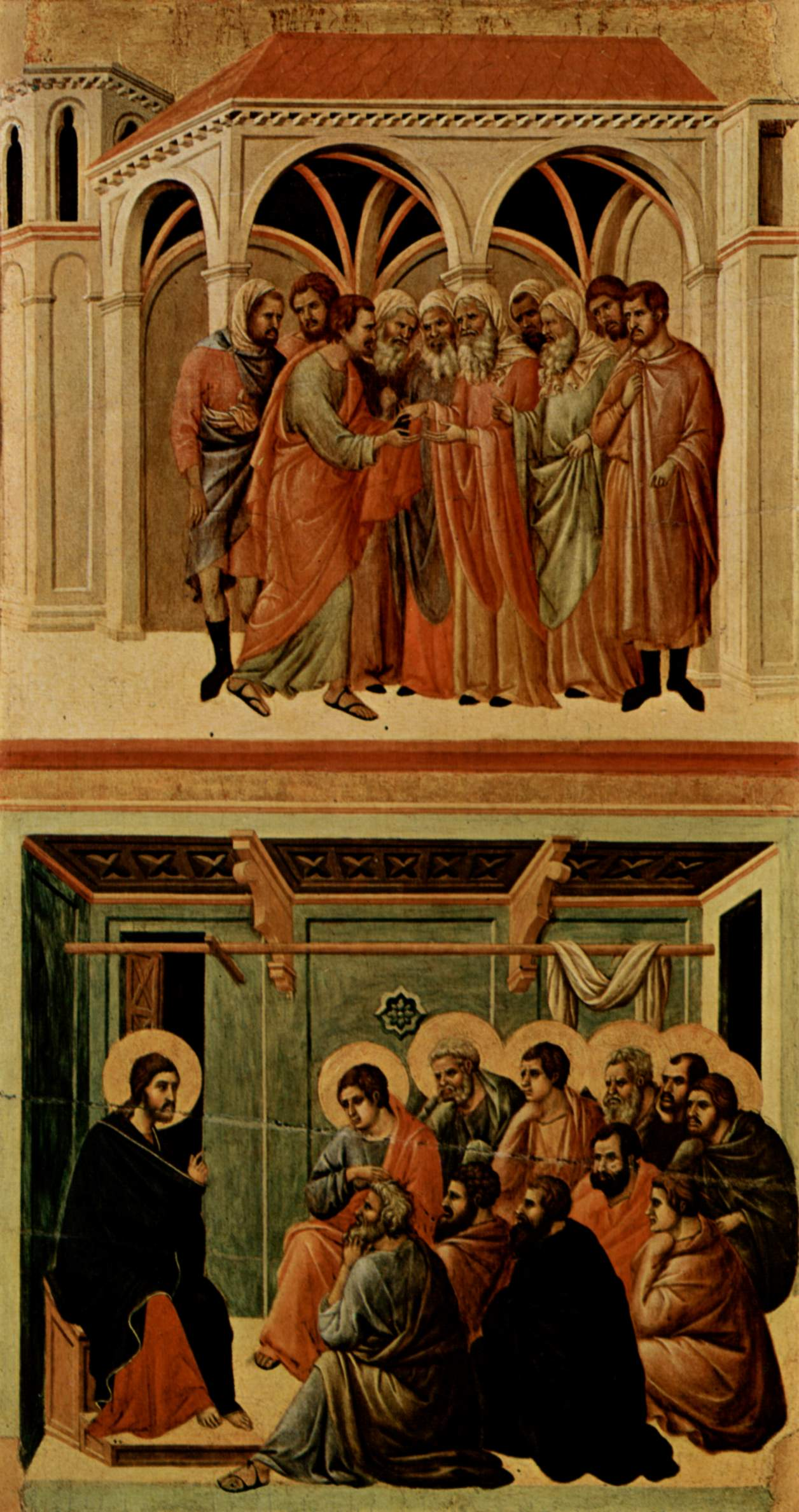

## Adaptations
- 2007 : Claude Gueux pièce de théâtre mise en scène par Sarkis Tcheumlekdjian[8].
- 2009 : Claude Gueux : épisode de la série Contes et nouvelles du XIXe siècle, le roman fait l'objet d'une adaptation télévisuelle, et le rôle de Claude Gueux est confié à l'acteur Samuel Le Bihan.
- 2013 : Claude opéra composé par Thierry Escaich sur un livret de Robert Badinter et mis en scène par Olivier Py. Il est créé à l'opéra de Lyon le 27 mars 2013 avec Jean-Sébastien Bou et Jean-Philippe Lafont[9].